# 鄒魁明
鄒魁明（17世紀—1647年），字彥先，江西南昌人，明朝、南明政治人物。

## 生平
鄒魁明是天启七年（1627年）舉人，授湖廣永興縣教諭，署東安縣知縣。陳睿謨以東安多盜賊，打算誅殺他們，在他請求下才取消這決定，曾櫻、晏日曙和萬元吉都很重用他。之後他轉任道州知州、國子學、兵部司務、職坊主事等職務，並督理九門兼管存䘏和協守宣武門，又擢升為督捕員外郎，提調武會試。北京被大順軍攻陷亡，鄒魁明南歸，陞為河南監軍僉事。隆武年間，他和繆九鳳盡出所有錢財起兵，以尚寶少卿在建昌監軍，同時間李含初、劉炤華、舒春陽、戴知三、許文龍、張猶龍、黃鍾、胡知瀾、徐善箕、倪大顯、石光龍、了空等人響應起義，輪流戰勝。大量清朝軍隊攻入，他入山不投降。永曆三年（1649年），被義軍牽連遭殺害。

## 引用
1. 1 2  錢海岳《南明史·卷四十七·列傳第二十三》：鄒魁明，字彥先，南昌人。天啓七年舉於鄉。授永興教諭，署東安知縣。
2. ↑  錢海岳《南明史·卷四十七·列傳第二十三》：隆武時，與繆九鳳傾財起兵，以尚寶少卿監軍建昌，一時李含初、劉炤華、舒春陽、戴知三、許文龍、張猶龍、黃鍾、胡知瀾、徐善箕、倪大顯、石光龍、了空等皆響應，戰迭捷。清兵大至，入山，艱險不渝。永曆三年，以義師事連，被執死。